# Макивчук, Фёдор Юрьевич
Фёдор Юрьевич Макивчук (укр. Фе́дір Юрі́йович Маківчу́к; 9 сентября 1912, с. Кордышевка Бердичевского уезда Киевской губернии, Российская империя, ныне Казатинский район Винницкой области, Украина — 4 декабря 1988, Киев, УССР, СССР, ныне Украина) — советский и украинский критик, публицист, сценарист и переводчик, член Союза писателей СССР.

## Биография
Родился 9 сентября 1912 года в Кордышевке. С 1931 года начал сотрудничать в комсомольских газетах, чуть позже работал в аппарате ЦК ВЛКСМ вплоть до 1941 года. В начале ВОВ его вызвали в военкомат, где вручили броню об освобождении от прохождения военной службы в связи с его работой в ЦК ВЛКСМ. В 1941 году поступил на филологический факультет Киевского педагогического института им. А. М. Горького, который окончил в 1945 году, одновременно с этим с 1943 по 1946 год работал редактором газеты «Молодь України», с 1946 до середины 1970-х годов занимал должность главного редактора журнала «Перець».
Федор Макивчук — автор многочисленных сборников фельетонов, юморесок и т. п., а также двух детских книг (в соавторстве с Павлом Глазовы́м). На русском языке в переводах Е. Весенина вышли сборники юмористической прозы «И смех и грех» (1958), «Поцелуй с тигром» (1963), «Двойная уха» (1970), «Без шпаргалки» (1974) и «Анфас и в профиль» (1975).
Перевел на украинский язык «Приключения капитана Врунгеля» А. С. Некрасова, трилогию о Незнайке Н. Н. Носова, «Три толстяка» Ю. К. Олеши.
Скончался 4 декабря 1988 года в Киеве. Похоронен на Берковецком кладбище.

### Личная жизнь
Фёдор Макивчук был женат. Супруга — Мелитина Юрьевна Макивчук (29 августа 1913 — 4 сентября 1977). Дочь — Ирина Федоровна Шаповалова (Макивчук) (24 октября 1935 — 19 ноября 2003).

## Фильмография

### Сценарист
- 1954 — Поёт Украина (документальный фильм)
- 1961 — Приключения Перца (мультипликационный фильм)

## Награды
- Три ордена Трудового Красного Знамени (в т.ч. 24.11.1960).
- Орден «Знак Почёта».